# Basin (Wyoming)
Basin è un centro abitato (town) degli Stati Uniti d'America, capoluogo della Contea di Big Horn dello Stato del Wyoming. Nel censimento del 2000 la popolazione era di 1 238 abitanti.

## Geografia fisica
Secondo i rilevamenti dello United States Census Bureau, la città di Laramie si estende su una superficie di 5,3 km², dei quali 5,2 km² sono occupati da terre, mentre 0,1 km² sono occupati da acque.

## Popolazione
Secondo il censimento del 2000, a Basin vivevano 1 238 persone, ed erano presenti 330 gruppi familiari. La densità di popolazione era di 237 ab./km². Nel territorio comunale si trovavano 565 unità edificate. Per quanto riguarda la composizione razziale degli abitanti, il 96,77% era bianco, lo 0,08% era afroamericano, l'1,05% era nativo e lo 0,24% proveniva dall'Asia. Lo 0,97% della popolazione apparteneva ad altre razze e lo 0,89% a due o più. La popolazione di ogni razza ispanica corrispondeva al 2,26% degli abitanti.
Per quanto riguarda la suddivisione della popolazione in fasce d'età, il 20,1% era al di sotto dei 18, il 5,5% fra i 18 e i 24, il 19,6% fra i 25 e i 44, il 27,9% fra i 45 e i 64, mentre infine il 26,9% era al di sopra dei 65 anni di età. L'età media della popolazione era di 48 anni. Per ogni 100 donne residenti vivevano 90,8 maschi.